# Uilenburger Synagoge

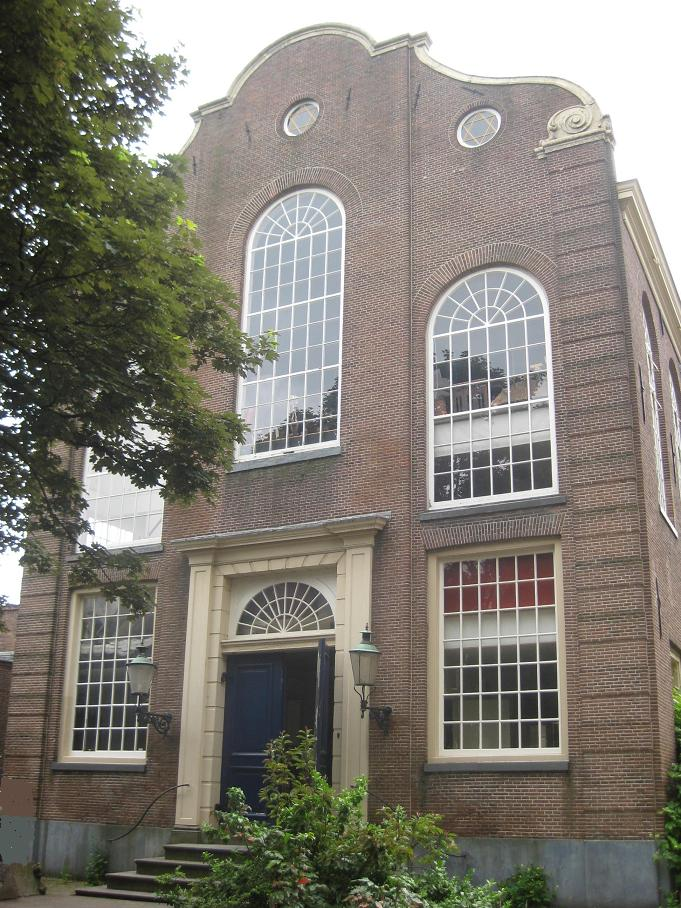
Uilenburger Synagoge

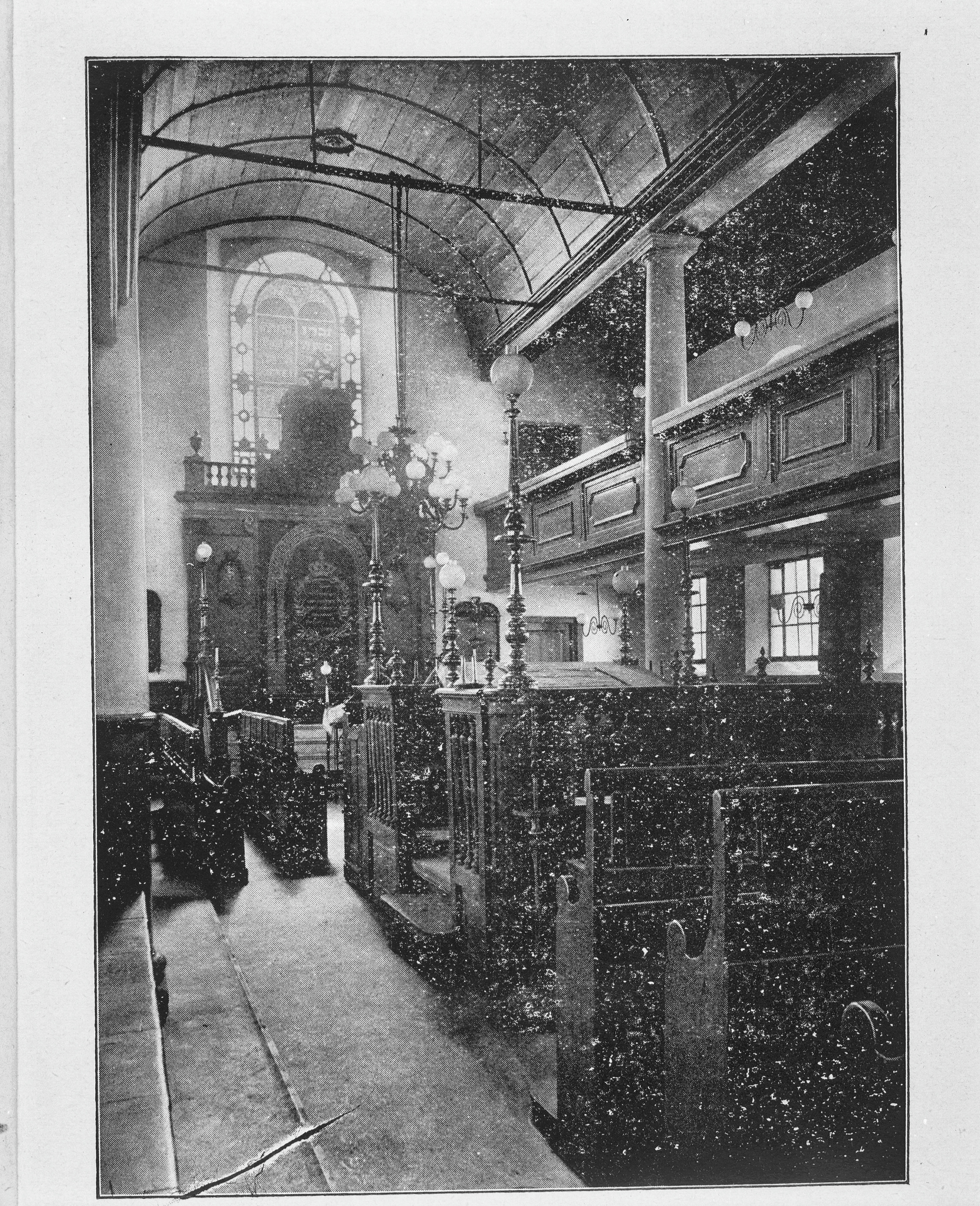
Innenansicht

Die Uilenburger Synagoge in Amsterdam, der Hauptstadt des Königreichs der Niederlande, wurde ursprünglich 1765 errichtet. Die Synagoge befindet sich in der Nieuwe Uilenburgerstraat Nr. 91.